# Bécsi béke (1624)

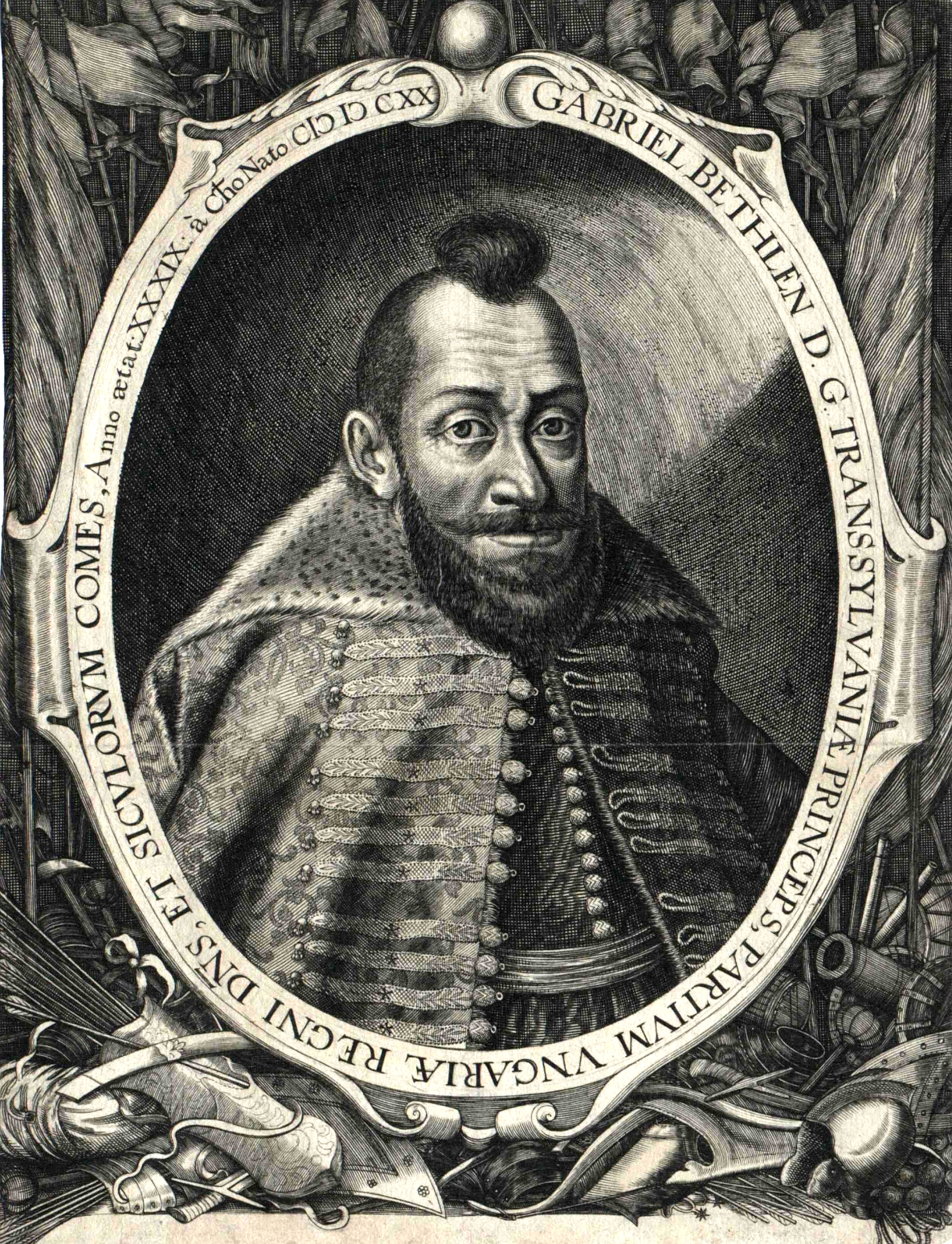
Bethlen Gábor

A bécsi béke 1624. május 8-án II. Ferdinánd király és Bethlen Gábor között kötött béke, amely lezárta Bethlen második magyarországi hadjáratát.
A szerződés lényegében megerősítette az 1621-es nikolsburgi békét, de valamelyest eltért attól az erdélyi fejedelem kárára. Bethlen elvesztette a két sziléziai hercegséget (Oppeln és Ratibor), helyette megkapta Ecsed, Nagybánya és Felsőbánya birtokait. A végvárak biztosítására a fejedelemnek szánt korábbi 50 000 forint helyett az új békeszerződés csak 30 000-et írt elő.